# František Moravec (officier)
František Moravec, né le 23 juillet 1895 à Čáslav et mort le 26 juillet 1966 à Washington, est le chef du renseignement militaire tchécoslovaque avant et pendant la Seconde Guerre mondiale.

## Biographie
En 1915, Moravec est mobilisé dans l'armée austro-hongroise et envoyé sur le front de l'Est, en Galice. En septembre 1914, il participe à la bataille de Rawa. Le 13 janvier 1915, Moravec est fait prisonnier par les troupes russes et envoyé au camp de prisonniers de guerre de Tsaritsyne . En 1916, il rejoint la Légion serbe du côté de la Triple-Entente et combat sur le front roumain. Il est alors transféré de la Russie vers le Royaume-Uni et, en 1917, rejoint les Légions tchécoslovaques sur le front de Salonique. En janvier 1918, les légions sont envoyées sur le front occidental en France puis, à l'été 1918, sur le front italien.
Après la Première Guerre mondiale, il est envoyé en Slovaquie pour combattre contre les Républiques soviétiques slovaque et hongroise. Puis en 1919, Moravec devient officier militaire à Pilsen (Plzeň) et en 1928, rejoint le service de renseignement militaire et s'installe à Prague. De 1937 à 1938, Moravec est chef adjoint du service et chef de son département des opérations, puis, à partir de janvier 1939, chef intérimaire du service.
Dans la soirée du 14 mars 1939, lui et dix de ses collègues officiers du renseignement sont secrètement partis avec les dossiers et archives de renseignement les plus précieux de l'aéroport de Prage-Ruzyně vers l'aéroport Croydon à Londres, car ils savaient d'avance de par leurs agents secrets en l'Allemagne nazie que l'invasion menant à l'occupation allemande de la Tchécoslovaquie devait avoir lieu le 15 mars 1939, à 6 heures du matin. Les dossiers et archives sauvés sont remis au MI6 britannique pour être utilisés contre l'Allemagne.
De 1940 à 1945, Moravec a été chef du service de renseignement du gouvernement tchécoslovaque en exil à Londres.
Moravec a maintenu un contact radio secret avec le groupe de résistance anti-nazi tchèque connu sous le nom de Trois Rois avec le SOE. Il a participé à la planification et à la préparation de l'opération Anthropoid, qui a abouti à l'assassinat de Reinhard Heydrich. Il a également planifié l'assassinat de son homonyme Emanuel Moravec, traître et collaborateur nazi.
František Moravec est rentré en Tchécoslovaquie en 1945 après la libération de son pays, mais l'a quitté secrètement en 1948, peu après le coup d'État communiste. Il s'est installé aux États-Unis, où il a travaillé jusqu'à sa mort comme conseiller en renseignement au ministère américain de la Défense.

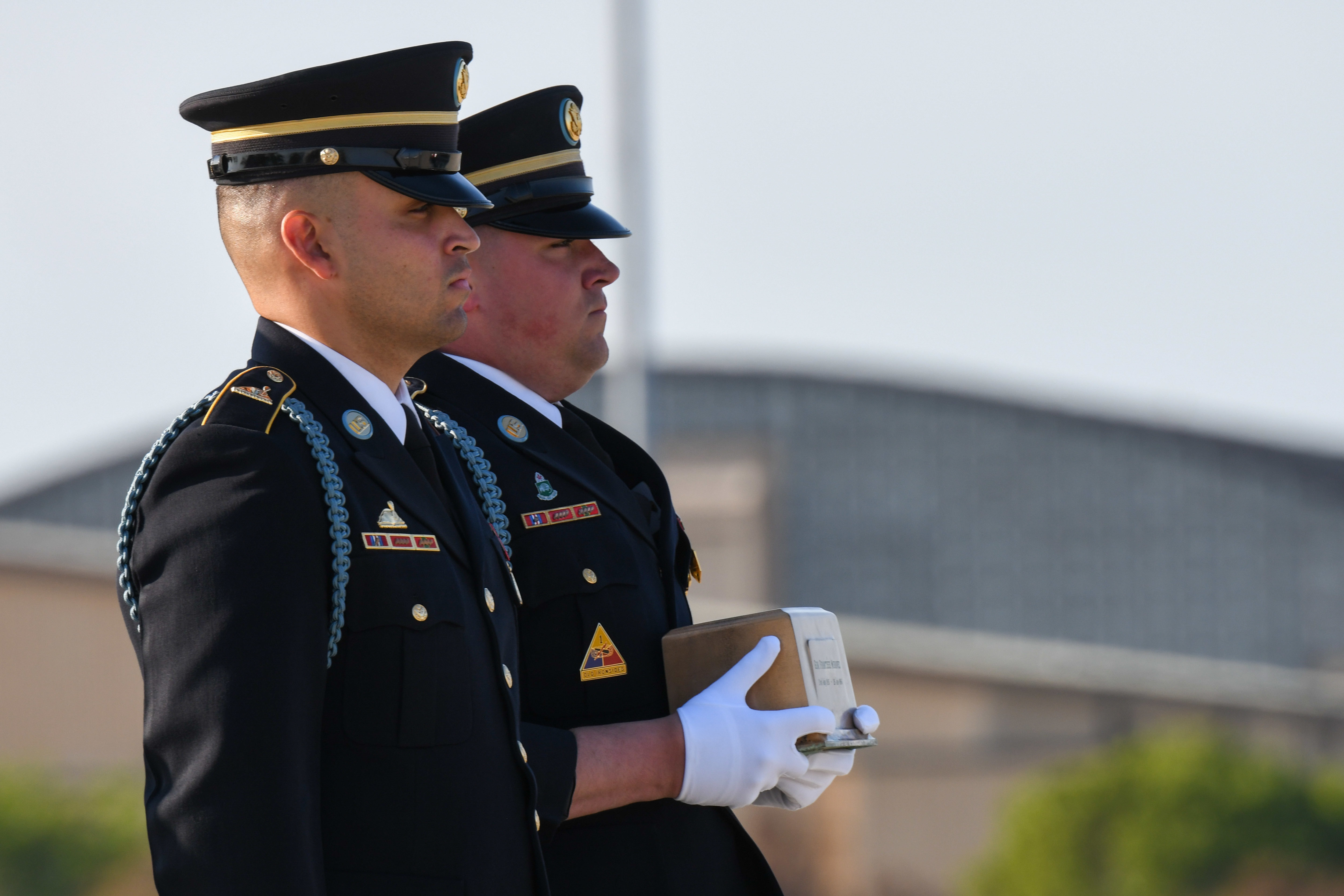
L'équipe du cercueil de la vieille garde détient la dépouille de Moravec lors de son transfert, en avril 2022.

Le 24 avril 2022, la dépouille de Moravec a été transféré des États-Unis vers la République tchèque.

## Voir également
- Occupation de la Tchécoslovaquie
- Opération Anthropoid